# NHL 08

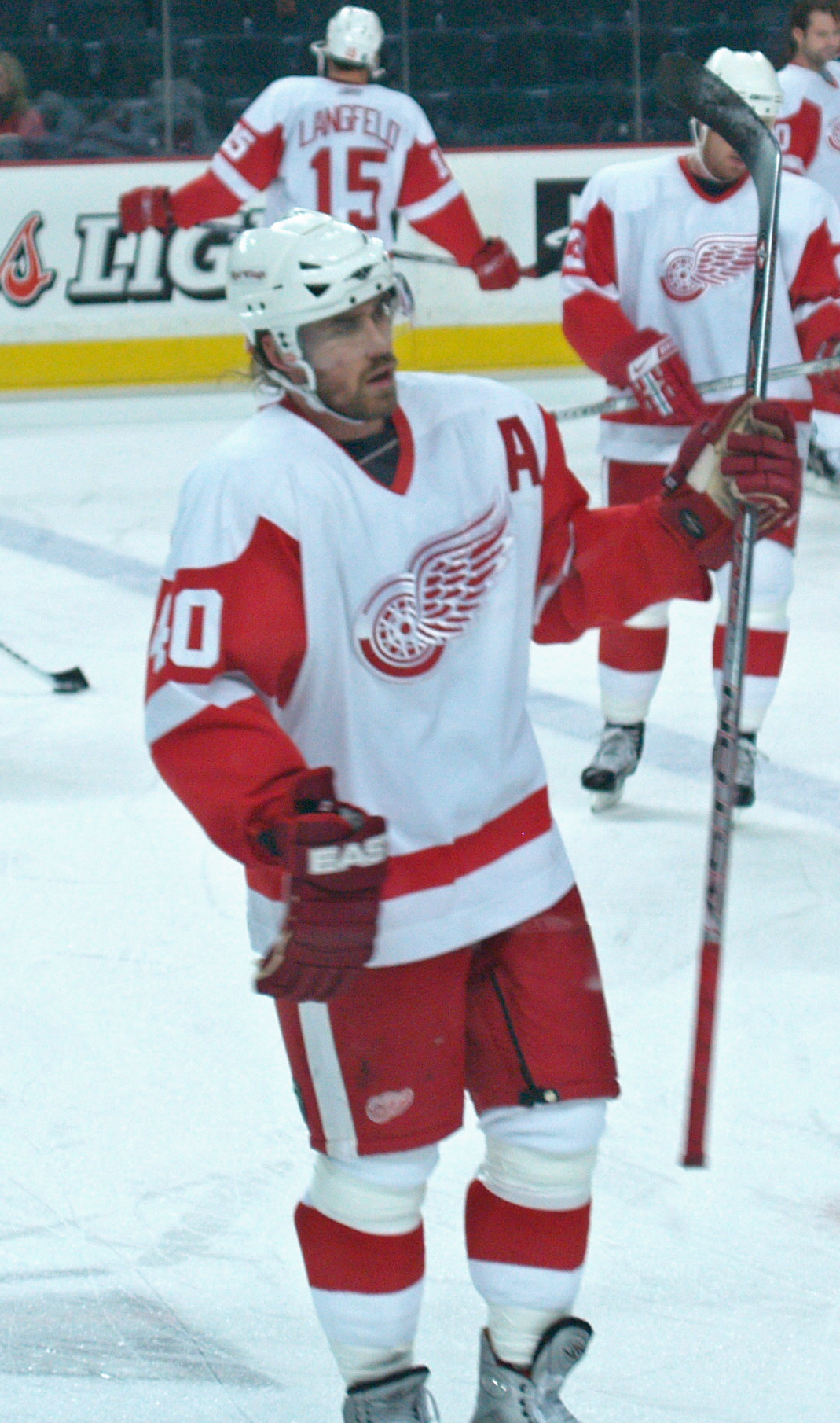
Henrik Zetterberg syns på spelomslaget.

NHL 08 är ett ishockeyspel från 2007 publicerad av EA Sports och utvecklade av EA Canada (Playstation 3 och Xbox 360) och HB Studios (Playstation 2 och Windows). Den belönades av Gamespot som årets sportspel.

## Omslaget
Den nordamerikanska omslaget av spelet har Eric Staal, medan följande länder har egna:
- Henrik Zetterberg (Sverige)
- Teemu Selänne (Finland)
- Jaromír Jágr (Tjeckien)
- Mark Streit (Schweiz)

## Funktioner
Nya lag från AHL gör debut i denna upplaga, i NHL 08 introduceras Skill Stick System där spelaren styr pucken lättare. Samtliga ligor som fanns med i tidigare versioner finns utom tyska och tjeckiska ligorna och de svenska kommentatorerna till Xbox 360 och Playstation 3 som kommenteras av Gary Thorne och Bill Clement, de blir ersättare till de tidigare amerikanska kommentatorerna. Arne Hegerfors och Anders Parmström kommenterar i versionerna till Windows och Playstation 2. Deutsche Eishockey Liga och Extraliga förekommer ändå i versionerna till Windows och Playstation 2.

## Musik
- Airbourne - "Stand Up for Rock 'N' Roll"
- Anberlin - "A Whisper and a Clamor"
- Bayside - "The Walking Wounded"
- Datarock - "Fa-Fa-Fa"
- Disco Ensemble - "This is My Head Exploding"
- Dustin Kensrue - "I Knew You Before"
- Enter Shikari - "Sorry, You're Not a Winner"
- Fall Out Boy - The Take Over, the Breaks Over
- Jupiter One - "Turn Up the Radio"
- Luna Halo - "Kings & Queens"
- Manchester Orchestra - "Wolves at Night"
- Mando Diao - "The Wildfire (If It Was True)"
- Paramore - "Misery Business"
- PlayRadioPlay! - "Compliment Each Other Like Colors"
- Pop Levi - "Sugar Assault Me Now"
- Santogold - "L.E.S. Artistes"
- Scanners -"Raw"
- The Black Keys - "Just Got to Be"
- The Mooney Suzuki - "99%"
- The Ponys - "Double Vision"
- The View - "Comin' Down"
- The Wolfmen - "Jackie Says"

## Mottagande
- IGN: 8.9/10 [1]
- Gamespot 8.5/10[2]
- Super Play: 6/10[3]